# Hettstädt
Der Hettstädt ist ein 808,1 m ü. NHN hoher Berg zwischen Oberweißbach/Thür. Wald und Neuhaus am Rennweg im Landkreis Saalfeld-Rudolstadt und einer der höchsten Berge im Thüringer Schiefergebirge. Zu erreichen ist er am besten von der Verbindungsstraße zwischen Cursdorf und Neuhaus am Rennweg.
Seine südlichen Ausläufer Selig (730 m), Steinbiel (745 m), Rosenberg (715 m) und Sautenburg (690 m) dachen zum Wulstbachtal im Quellgebiet der Katze ab und bilden den Übergang von der Bergbahnregion (Raanz) zum eigentlichen Nördlichen Hohen Schiefergebirge.
In unmittelbarer Nähe verläuft der Europäische Fernwanderweg Eisenach–Budapest (EB).